# Odivelas
Odivelas é uma cidade portuguesa do distrito de Lisboa e da Área Metropolitana de Lisboa, com 57834 habitantes (2021).
É sede do Município de Odivelas com 26,54 km² de área e 148.058  habitantes (2021), subdividido desde 2013 em 4 freguesias.; sendo assim um dos concelhos mais pequenos de Portugal, tanto em área —  o oitavo menor, segundo — como em número de freguesias.
O município é limitado a nordeste pelo município de Loures, a sueste por Lisboa e a oeste por Amadora e Sintra. O município foi criado em 1998, em consequência da secessão de sete freguesias da então zona sudoeste do concelho de Loures.
A área do atual município de Odivelas foi afetada pelo fenómeno de sobreurbanização. Entre 1950 e 1970, a população da freguesia odivelense passou de 6 772 para 51 395 habitantes. O crescimento da povoação favoreceu a sua elevação ao estatuto de vila (1964) e, posteriormente, ao de cidade (1990), e finalmente foi criado o concelho de Odivelas em 14 de Dezembro de 1998 através da Lei n.º 84/98 de 14 de Dezembro. 
A partir de 27 de março de 2004, a cidade passou a estar ligada a Lisboa através da rede de metropolitano, com o prolongamento da Linha Amarela desde o Campo Grande, possuindo estações no Senhor Roubado e em Odivelas.

## População
| 1991    | 2001    | 2011    | 2021    |
| 130 015 | 133 847 | 144 549 | 148 034 |

(Obs.: Número de habitantes "residentes", ou seja, que tinham a residência oficial neste município à data em que os censos  se realizaram.)
Pela Lei nº 84/98, de 14 de dezembro, foi criado o município de Odivelas, pela desanexação das freguesias de Caneças, Famões, Odivelas, Olival Basto, Pontinha, Póvoa de Santo Adrião e Ramada.
|                | 1991   | 2001   | 2011   | 2021   |
| 0-14 Anos      | 26 092 | 19 771 | 21 994 | 22 336 |
| 15-24 Anos     | 21 607 | 20 261 | 15 425 | 15 301 |
| 25-64 Anos     | 71 975 | 77 781 | 84 106 | 74 485 |
| = ou > 65 Anos | 10 341 | 16 034 | 23 617 | 30 912 |

(Obs: De 1900 a 1950 os dados referem-se à população "de facto", ou seja, que estava presente no município à data em que os censos se realizaram. Daí que se registem algumas diferenças relativamente à designada população residente)

## Freguesias

Freguesias do município de Odivelas.

O município de Odivelas está dividido em 4 freguesias:
- Odivelas
- Pontinha e Famões
- Póvoa de Santo Adrião e Olival Basto
- Ramada e Caneças

## Património
- Aqueduto das Águas Livres
- Conjunto das cinco fontes de Caneças
- Memorial de Odivelas
- Mosteiro de Odivelas ou Mosteiro de São Dinis
- Igreja Matriz de Odivelas
- Sociedade Musical Odivelense

## Política
O município de Odivelas é administrado por uma câmara municipal, composta por um presidente e dez vereadores. Existe uma Assembleia Municipal, que é o órgão deliberativo do município, constituída por 37 deputados (dos quais 33 eleitos diretamente, sendo os restantes 4 os Presidentes de Junta de Freguesia que têm assento por inerência).
O cargo de Presidente da Câmara Municipal é atualmente ocupado por Hugo Martins, reeleito nas eleições autárquicas de 2021 pelo PS, tendo maioria absoluta de vereadores na câmara (6). Existem ainda três vereadores eleitos pela coligação Odivelas: A Mudança é agora! (PPD/PSD.CDS-PP.A.MPT.PDR.PPM.RIR), um pela CDU (PCP-PEV) e um pelo CH. Na Assembleia Municipal, o partido mais representado é novamente o PS, com 15 deputados eleitos e 4 presidentes de Juntas de Freguesia (maioria absoluta), seguindo-se a coligação Odivelas: A Mudança é agora! (7; 0), a CDU (4; 0), o CH (3; 0), o BE (2; 0), o PAN (1; 0) e a IL (1; 0). O Presidente da Assembleia Municipal é Miguel Cabrita, do PS.

### Eleições autárquicas[10]
| Data | %     | V     | %       | V       | %     | V     | %      | V      | %    | V    | %          | V          | %       | V       | %       | V       | %              | V       | %              | V   | %              | V | %    | V   | %       | V       | %    | V  | %              | V  | %       | V       | %       | V       | %  | V  | %              | V   | Participação |                |
| Data | PS    | PS    | PPD/PSD | PPD/PSD | CDU   | CDU   | CDS-PP | CDS-PP | BE   | BE   | PCTP/ MRPP | PCTP/ MRPP | MPT     | MPT     | PSD-CDS | PSD-CDS | PPM            | PPM     | PAN            | PAN | E              | E | JPP  | JPP | ADN     | ADN     | CH   | CH | IL             | IL | A       | A       | RIR     | RIR     | PH | PH | PTP            | PTP | Participação |                |
| ---- | ----- | ----- | ------- | ------- | ----- | ----- | ------ | ------ | ---- | ---- | ---------- | ---------- | ------- | ------- | ------- | ------- | -------------- | ------- | -------------- | --- | -------------- | - | ---- | --- | ------- | ------- | ---- | -- | -------------- | -- | ------- | ------- | ------- | ------- | -- | -- | -------------- | --- | ------------ | -------------- |
| Data | 2001  | 41,03 | 5       | 28,30   | 4     | 20,01 | 2      | 3,65   | -    | 1,43 | -          | 1,11       | -       | 0,37    | -       |         |                |         |                |     |                |   |      |     |         |         |      |    |                |    |         |         |         |         |    |    |                |     |              | 53,35 / 100,00 |
| 2005 | 30,90 | 4     | 26,83   | 3       | 27,56 | 4     | 2,03   | -      | 5,97 | -    |            |            |         |         | 0,41    | -       | 53,46 / 100,00 |         |                |     |                |   |      |     |         |         |      |    |                |    |         |         |         |         |    |    |                |     |              |                |
| 2009 | 37,61 | 5     | CDS     | CDS     | 20,17 | 2     | PSD    | PSD    | 3,76 | -    | PSD-CDS    | PSD-CDS    | 35,74   | 4       | PSD-CDS | PSD-CDS |                |         | 54,37 / 100,00 |     |                |   |      |     |         |         |      |    |                |    |         |         |         |         |    |    |                |     |              |                |
| 2013 | 39,52 | 6     | 18,46   | 2       | 21,25 | 3     | 4,14   | -      | 5,00 | -    | 1,42       | -          | CDS     | CDS     |         |         | CDS            | CDS     | 0,75           | -   | 42,89 / 100,00 |   |      |     |         |         |      |    |                |    |         |         |         |         |    |    |                |     |              |                |
| 2017 | 45,08 | 6     | CDS     | CDS     | 14,82 | 2     | PSD    | PSD    | 6,08 | -    | 1,58       | -          |         |         | 21,70   | 3       |                |         | 3,35           | -   | 0,60           | - | 0,55 | -   | 0,24    | -       | 0,23 | -  | 46,67 / 100,00 |    |         |         |         |         |    |    |                |     |              |                |
| 2021 | 44,84 | 6     | CDS     | CDS     | 10,83 | 1     | PSD    | PSD    | 4,73 | -    |            |            | PSD-CDS | PSD-CDS | 20,13   | 3       | PSD-CDS        | PSD-CDS | 3,19           | -   |                |   |      |     | PSD-CDS | PSD-CDS | 8,71 | 1  | 3,06           | -  | PSD-CDS | PSD-CDS | PSD-CDS | PSD-CDS |    |    | 43,42 / 100,00 |     |              |                |

### Eleições legislativas
| Data | %     | %     | %     | %        | %     | %    | %     | %       | %    | %     | %    | %     |
| Data | PS    | PSD   | CDS   | APU/ CDU | PSN   | B.E. | PAN   | PSD CDS | L    | CH    | IL   | AD    |
| ---- | ----- | ----- | ----- | -------- | ----- | ---- | ----- | ------- | ---- | ----- | ---- | ----- |
| 1999 | 46,06 | 26,25 | 6,88  | 12,41    | 0,14  | 3,96 |       |         |      |       |      |       |
| 2002 | 41,02 | 33,43 | 8,16  | 8,95     |       | 4,32 |       |         |      |       |      |       |
| 2005 | 47,38 | 22,43 | 5,76  | 9,74     | 8,95  |      |       |         |      |       |      |       |
| 2009 | 38,77 | 22,66 | 10,30 | 10,03    | 11,37 |      |       |         |      |       |      |       |
| 2011 | 31,16 | 31,79 | 12,53 | 9,31     | 5,72  | 1,32 |       |         |      |       |      |       |
| 2015 | 35,79 | CDS   | PSD   | 9,83     | 11,57 | 2,03 | 31,28 | 0,94    |      |       |      |       |
| 2019 | 41,44 | 19,92 | 2,88  | 7,43     | 9,79  | 4,73 |       | 1,41    | 2,52 | 1,63  |      |       |
| 2022 | 46,17 | 20,99 | 1,12  | 4,63     | 4,52  | 2,15 | 1,77  | 8,89    | 6,09 |       |      |       |
| 2024 | 30,63 | AD    | AD    | 3,39     | 4,45  | 2,60 | 4,58  | 20,09   | 6,29 | 22,84 |      |       |
| 2025 | 25,52 | AD    | AD    | 3,08     |       | 2,01 | 1,85  |         | 5,75 | 24,42 | 6,84 | 25,77 |

## Símbolos heráldicos do município
- Brasão: escudo de prata, urso rompante de negro, armado e lampassado de vermelho tendo brocante banda enxaquetada de prata e vermelho de duas tiras; campanha diminuta de três tiras ondadas de azul e prata. Coroa mural de prata de cinco torres. Listel branco, com a legenda a negro: "MUNICÍPIO DE ODIVELAS".
- Bandeira: gironada de oito peças de branco e azul. Cordão e borlas de prata e azul. Haste e lança de ouro.
- Selo: nos termos da Lei, com a legenda: "Câmara Municipal de Odivelas".

Parecer da Comissão de Heráldica da Associação dos Arqueólogos Portugueses emitido em 30 de julho de 2008, nos termos da Lei n.º 53/91 de 7 de Agosto.
Os Símbolos Heráldicos foram estabelecidos pela Assembleia Municipal na sua sessão de 4 de dezembro de 2008.
Publicado em Diário da República 2.ª Série, N.º 54 de 18 de março de 2009 .
Simbologia:
- Urso rompante - referência à lenda que está na origem da fundação do Mosteiro de S. Dinis e S. Bernardo e à influência de D. Dinis que o mandou construir, e cujos restos mortais repousam no mosteiro.
- Banda enxaquetada - como referência à Ordem de Cister que está profundamente ligada ao Mosteiro de S. Dinis e S. Bernardo.
- Campanha diminuta de três tiras ondadas - como referência às linhas de água que unem e atravessam o território do Município, representando todas as Freguesias.
- Bandeira gironada de branco e azul e coroa mural de cinco torres conforme determina a Lei para os Municípios com sede em Cidade.

## Equipamentos públicos
- Pavilhão Municipal Susana Barroso
- Biblioteca Municipal D. Dinis
- Pólo de Caneças da Biblioteca Municipal D. Dinis
- Parque do Rio da Costa
- Centro Cultural da Malaposta (Olival Basto)
- Centro de Exposições de Odivelas
- Paços do Concelho
- Centro Hípico da Paiã
- Escola Profissional Agrícola D. Dinis
- Piscinas Municipais de Odivelas
- Parque dos Bichos – Centro de Recolha Animal do Concelho de Odivelas
- Bombeiros Voluntários da Pontinha
- Casa da Juventude de Odivelas
- Igreja de Nossa Senhora Rainha dos Apóstolos (Ramada)
- Ginásio Clube de Odivelas
- Centro Comunitário e Paroquial de Famões (Famões)

## Gastronomia
O ex-libris gastronómico de Odivelas é a marmelada branca. Foi essencialmente nos conventos femininos que a confeção de doces atingiu o seu expoente máximo. O Convento de Odivelas foi, sem dúvida, um dos que mais contribuiu para a doçaria de Portugal. As suas especialidades em confeitaria e doçaria, fabricadas pelas freiras bernardas fizeram tradição. Destacam-se a célebre Marmelada de Odivelas, os Suspiros de Amêndoa, as Raivas, os Tabefes, os Esquecidos, o Toucinho do céu, entre outros.
Em termos de gastronomia nacional, o Concelho de Odivelas insere-se na  Estremadura, com todas as características daí decorrentes. Pela sua localização na denominada "zona saloia" - historicamente constituída pela zona de campo, às portas da cidade de Lisboa, caracterizada pelo seu caráter produtivo, mas também pelo seu caráter de lazer, devido às suas características ambientais, como as águas e os pinhais de Caneças, entre outros -, o Concelho de Odivelas tem a tipicidade gastronómica desta zona.
A ementa alimentar da "zona saloia" pode caracterizar-se por um receituário tradicional, onde se destacam como característicos os seguintes pratos:
- de carne de porco: "carolos de porco"; "entrecosto com grelos"; "pézinhos de leitão à saloia"; "pézinhos de porco com ovos"; "favas saloias"; "favas à antiga".
- de caça: "coelho no tacho"; "coelho à caçadora à nossa moda".
- de bacalhau: "bacalhau às cores"; "bacalhau à D. Rosa da Pontinha"; "bacalhau com grão"; "sopa seca de bacalhau"; "escoado de bacalhau"; "açorda seca de bacalhau"; "caldo de bacalhau".
- as sobremesas: "arroz doce rico"; "tijelada"; queijadas "serranas" e de "vila do rei"; "filhós"...